# Stenograpta
Stenograpta là một chi bướm đêm thuộc họ Erebidae.